# Fluminense Football Club 2022-2023 (pallavolo femminile)
Questa voce raccoglie le informazioni riguardanti il Fluminense Football Club nella stagione 2022-2023.

## Stagione
Il Fluminense Football Club non utilizza alcuna denominazione sponsorizzata nella stagione 2022-23.
Partecipa alla Superliga Série A ottenendo un quinto posto in regular season, mentre ai play-off scudetto viene eliminato ai quarti di finale dal Rio de Janeiro, ottenendo un quinto posto finale. In Coppa del Brasile supera il Bauru ai quarti di finale, venendo però eliminato al turno successivo dal Praia Clube e ottenendo un quarto posto.
In ambito locale disputa la finale del Campionato Carioca, sconfitto dal Rio de Janeiro

## Organigramma societario
Area direttiva
- Presidente: Mário Bittencourt
- Supervisore: Marcelo Freitas

Area tecnica
- Allenatore: Guilherme Schmitz
- Secondo allenatore: Marcelo Freitas
- Assistente allenatore: Abel Martins
- Preparatore atletico: Rafael Jesus
- Scoutman: Tobias Fares

Area sanitaria
- Medico: Gustavo Campos
- Nutrizionista: Lorena Alencar

## Rosa
| N° | Nome               | Ruolo | Data di nascita   | Nazionalità sportiva |
| -- | ------------------ | ----- | ----------------- | -------------------- |
| 1  | Lara Filomeno      | C     | 11 febbraio 1989  | Brasile              |
| 2  | Larissa Gongra     | C     | 7 luglio 1991     | Brasile              |
| 3  | Maria Carvalhaes   | P     | 28 settembre 2003 | Brasile              |
| 4  | Daniela Seibt      | C     | 17 aprile 2000    | Brasile              |
| 5  | Pietra Jukoski     | S     | 4 maggio 1998     | Brasile              |
| 6  | Gabriela Cândido   | S     | 22 maggio 1996    | Brasile              |
| 7  | Lays de Freitas    | C     | 13 ottobre 1995   | Brasile              |
| 8  | Juma da Silva      | P     | 17 gennaio 1993   | Brasile              |
| 9  | Amanda Sehn        | P     | 16 luglio 1998    | Brasile              |
| 10 | Stephany Morete    | S     | 30 agosto 2003    | Brasile              |
| 11 | Mayara Barcelos    | S     | 26 aprile 2001    | Brasile              |
| 14 | Elina Rodríguez    | S     | 11 febbraio 1997  | Argentina            |
| 15 | Kimberlly de Brito | O     | 9 novembre 1999   | Brasile              |
| 16 | Bruna Moraes       | O     | 13 settembre 1999 | Brasile              |
| 18 | Stefanie Tarraga   | L     | 25 maggio 2002    | Brasile              |
| 19 | Fernanda Achá      | L     | 9 settembre 2004  | Brasile              |
| 20 | Letícia Moura      | L     | 8 maggio 2003     | Brasile              |

## Statistiche

### Statistiche di squadra
| Competizione      | Punti | In casa | In casa | In casa | In trasferta | In trasferta | In trasferta | Totale | Totale | Totale |
| Competizione      | Punti | G       | V       | P       | G            | V            | P            | G      | V      | P      |
| ----------------- | ----- | ------- | ------- | ------- | ------------ | ------------ | ------------ | ------ | ------ | ------ |
| Superliga Série A | 38    | 12      | 8       | 4       | 12           | 6            | 6            | 24     | 14     | 10     |
| Coppa del Brasile | -     | 0       | 0       | 0       | 1            | 1            | 0            | 2      | 1      | 1      |
| Totale            | -     | 12      | 8       | 4       | 13           | 7            | 1            | 26     | 15     | 11     |

### Statistiche dei giocatori
| Giocatrice    | Superliga Série A | Superliga Série A | Superliga Série A | Superliga Série A | Superliga Série A |
| Giocatrice    | P                 | PT                | AV                | MV                | BV                |
| ------------- | ----------------- | ----------------- | ----------------- | ----------------- | ----------------- |
| F. Achá       | 0                 | 0                 | 0                 | 0                 | 0                 |
| M. Barcelos   | 17                | 58                | 45                | 9                 | 4                 |
| G. Cândido    | 23                | 272               | 232               | 30                | 10                |
| M. Carvalhaes | 0                 | 0                 | 0                 | 0                 | 0                 |
| J. da Silva   | 24                | 96                | 61                | 21                | 14                |
| K. de Brito   | 22                | 127               | 106               | 15                | 6                 |
| L. de Freitas | 24                | 177               | 112               | 56                | 9                 |
| L. Filomeno   | 24                | 274               | 179               | 80                | 15                |
| L. Gongra     | 7                 | 4                 | 3                 | 1                 | 0                 |
| P. Jukoski    | 22                | 87                | 66                | 14                | 7                 |
| B. Moraes     | 22                | 193               | 163               | 23                | 7                 |
| S. Morete     | 0                 | 0                 | 0                 | 0                 | 0                 |
| L. Moura      | 24                | 0                 | 0                 | 0                 | 0                 |
| E. Rodríguez  | 22                | 217               | 184               | 10                | 23                |
| A. Sehn       | 24                | 5                 | 5                 | 0                 | 0                 |
| D. Seibt      | 10                | 13                | 7                 | 6                 | 0                 |
| S. Tarraga    | 7                 | 0                 | 0                 | 0                 | 0                 |

P = presenze; PT = punti totali; AV = attacchi vincenti; MV = muri vincenti; BV = battute vincenti

NB: Non sono disponibili i dati relativi alla Coppa del Brasile e, di conseguenza, quelli totali.